# Gare de Rumelange - Ottange
Ne doit pas être confondu avec Gare de Rumelange.
La gare de Rumelange - Ottange est une ancienne gare ferroviaire frontalière luxembourgeoise, terminus de la ligne luxembourgeoise 6c, de Noertzange à Rumelange et de la ligne française de Boulange à Rumelange - Ottange, située sur le territoire de la commune de Rumelange, dans le canton d'Esch-sur-Alzette. Elle se trouve également à proximité de la commune française d'Ottange.

## Situation ferroviaire
La gare de Rumelange - Ottange constituait l'aboutissement de la ligne 6c, de Noertzange à Rumelange, à voie unique depuis la gare de Kayl, ainsi que de la ligne de Boulange à Rumelange - Ottange de la SNCF.

## Histoire
La station de Rumelange - Ottange est mise en service par la Compagnie des chemins de fer de l'Est, l'exploitant des lignes de la Société royale grand-ducale des chemins de fer Guillaume-Luxembourg, lors de l'ouverture à l'exploitation la ligne de Noertzange à Rumelange le 1er juin 1860.
La gare avait la curiosité géographique d'être quasiment sur la frontière avec la France : il suffit de traverser le chemin repris 165 ou rue des Martyrs, juste en face de la gare. Son nom fait d'ailleurs référence au fait qu'elle se trouve à Rumelange, en face de la commune française d'Ottange, pour changer de pays.
La gare est fermée le 1er juin 1996. La section de la ligne 6c, depuis la gare de Rumelange, est déferrée et la plate-forme est aujourd'hui remplacée par des habitations et des surfaces commerciales. Il en est de même pour la plate-forme de la ligne de Boulange à Rumelange - Ottange, fermée vers 1970 et déclassée du réseau français en 1975.

## Service des voyageurs
Gare des CFL, c'était un point d'arrêt avec un abri. Le site est toujours desservi par le Régime général des transports routiers, à l'arrêt Place de France.